# Eero Berg
Eero Edvin Berg (* 17. Februar 1898 in Kangasala; † 14. Juli 1969 in Karijoki) war ein finnischer Leichtathlet.
Bei den Olympischen Spielen 1924 in Paris gewann er hinter seinem Landsmann Ville Ritola und dem Schweden Edvin Wide die Bronzemedaille über 10.000 Meter. Er gehörte zu den Läufern, die für Finnland im Mannschaftswettbewerb des Querfeldeinlaufes (u. a. mit Paavo Nurmi, Ville Ritola und Heikki Liimatainen) an den Start gingen und dabei die Goldmedaille gewannen.